# Lanfains
Lanfains is een gemeente in het Franse departement Côtes-d'Armor (regio Bretagne). De plaats maakt deel uit van het arrondissement Saint-Brieuc. Lanfains telde op 1 januari 2022 1.091 inwoners.

## Geografie
De oppervlakte van Lanfains bedroeg op 1 januari 2022 21,87 vierkante kilometer; de bevolkingsdichtheid was toen 49,9 inwoners per km².
De onderstaande kaart toont de ligging van Lanfains met de belangrijkste infrastructuur en aangrenzende gemeenten.

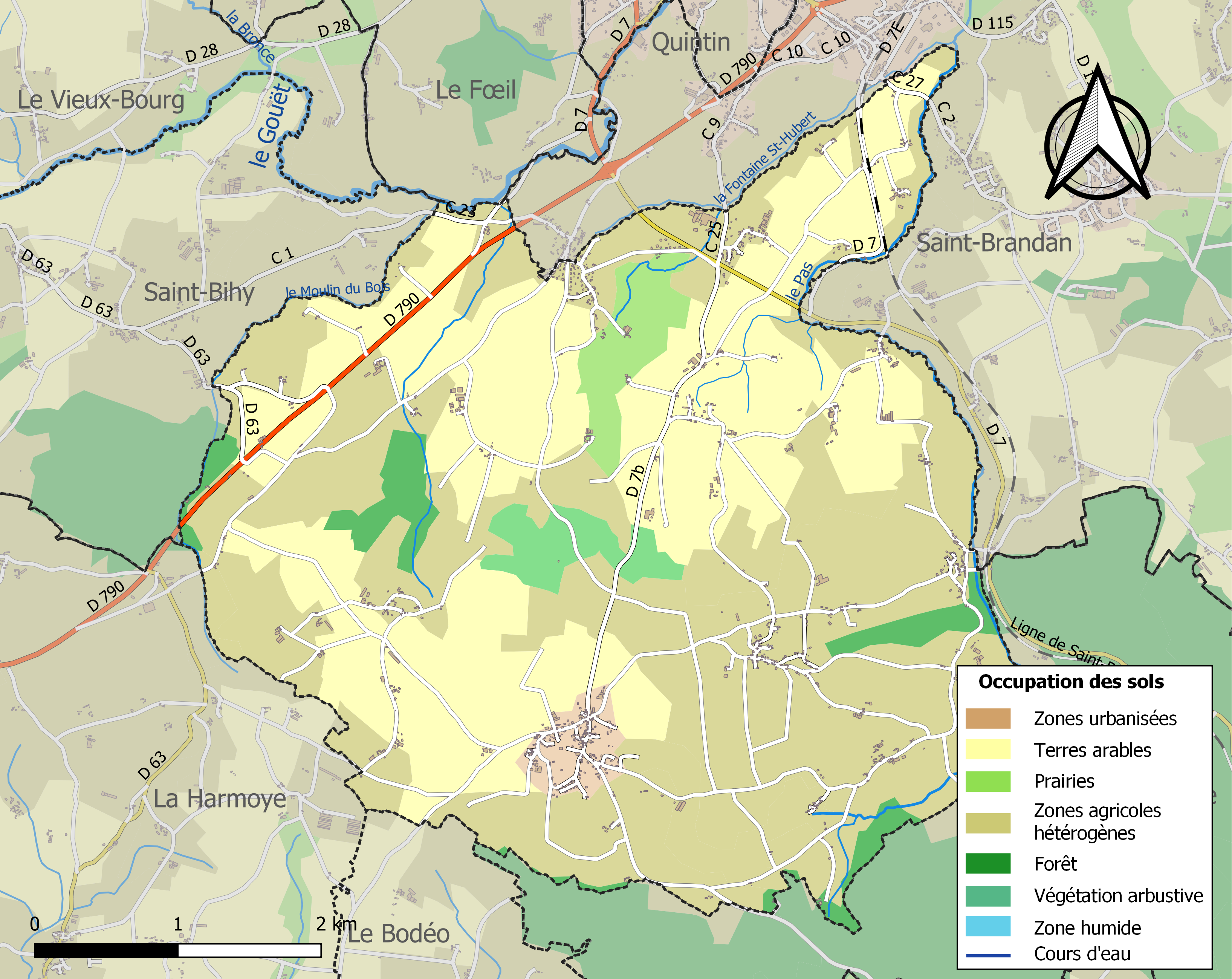

## Demografie
Onderstaande figuur toont het verloop van het inwonertal (bron: INSEE-tellingen).